# Ерл Сазерленд
Ерл Ві́лбур Са́зерленд моло́дший (англ. Earl Wilbur Sutherland Jr.; 19 листопада 1915, Берлінгейм — 9 березня 1974, Маямі) — американський фізіолог, лауреат Нобелівської премії з фізіології або медицини у 1971 році «за відкриття, що стосуються механізмів дії гормонів».

## Життєпис
Ерл Сазерленд народився 19 листопада 1915 року в містечку Берлінґеймі у Східному Канзасі. Він був п'ятим із шести дітей у родині фермера в Нью-Мексико з Оклахоми, який згодом у Берлінґеймі відкрив приватну мануфактурну фірму разом з дружиною та дітьми.
У 1933 році Ерл Сазерленд вступає до Вошберн-коледжу у Топіці штат Канзас. Під час Великої депресії батьки розорилися. Ерл Сазерленд працюючи санітаром у місцевій лікарні, зміг продовжити освіту.
1937 року він отримав диплом бакалавра та продовжує навчання у медичній школі Вашингтонського університету в Сент-Луїсі.
У 1942 році Сазерленд отримує медичний диплом. Наприкінці Другої світової війни працює лікарем у військовому шпиталі в Німеччині. Після демобілізації у 1945 році він повернувся до Сент-Луїса і протягом 8 років працював на факультеті біохімії Вашингтонського університету в Сент-Луїсі  (спочатку викладачем, а потім - ад'юнкт-професором), зосередивши основні зусилля на дослідницькій діяльності.
1953 року Сазерленд очолює факультет фармакології Університету Вестерн-Резерв у Клівленді. 1963 року він стає професором фізіології в Університеті Вандербільта у Нашвіллі (штат Теннессі) та отримує можливість більше приділяти часу науковим дослідженням.
У 1971 році Сазерлендові присуджено Нобелівську премію з фізіології і медицини «за відкриття, що стосуються механізмів дії гормонів».
Ерл Сазерленд у 1973 році переходить до Університету Маямі.
Помер Ерл Сазерленд 3 вересня 1974 року.

## Премії та нагороди
Крім Нобелівську премію з фізіології і медицини 1971 року, Сазерленд був визнаний гідним премії Торалда Соллмена в галузі фармакології й експериментальної терапії (1969), премії Діксона з медицини Піттсбурзького університету (1970), премії Альберта Ласкера за фундаментальні медичні дослідження (1970), премії за наукові досягнення Американської кардіологічної асоціації (1971), Міжнародної премії Ґайрднера (1969). Нагороджений Національною науковою медаллю США (1973), Медаллю Бантінґа (1969).
Він був членом Американського товариства біохіміків, Хімічного товариства й інших. Йому були присуджені почесні ступені Єльського і Вашингтонського університетів. 

## Особисте життя
У 1937 році Ерл Сазерленд одружується з Мілдрет Райс. Шлюб цей розпався, і 1963 року він бере новий шлюб з Клаудією Селестою. У сім'ї в них було четверо дітей.